# سلوان جاسم عبود
سلوان جاسم عبود (ولد في 26 سبتمبر 1991) هو رباع عراقي، تنافس في فئة 105 كجم ومثل العراق في المسابقات الدولية. حصل على المرتبة التاسعة في فئة 105 كجم رجال في دورة الألعاب الأوليمبية الصيفية عام 2016.
وقد حصل على الميدالية الفضية في دورة الألعاب الآسيوية 2018.

## النتائج الرئيسية
| العام        | المكان                 | الوزن        | الخطف (كجم)  | الخطف (كجم)  | الخطف (كجم)  | الخطف (كجم)  | نظيفة ورعشة (كجم) | نظيفة ورعشة (كجم) | نظيفة ورعشة (كجم) | نظيفة ورعشة (كجم) | مجموع        | رتبة         |
| العام        | المكان                 | الوزن        | 1            | 2            | 3            | رتبة         | 1                 | 2                 | 3                 | رتبة              | مجموع        | رتبة         |
| بطولة العالم | بطولة العالم           | بطولة العالم | بطولة العالم | بطولة العالم | بطولة العالم | بطولة العالم | بطولة العالم      | بطولة العالم      | بطولة العالم      | بطولة العالم      | بطولة العالم | بطولة العالم |
| ------------ | ---------------------- | ------------ | ------------ | ------------ | ------------ | ------------ | ----------------- | ----------------- | ----------------- | ----------------- | ------------ | ------------ |
| 2010         | أنطاليا، تركيا         | 105 كجم      | 153          | 158          | 158          | ---          | 190               | 195               | 201               | ---               | 0            | ---          |
| 2009         | غويانغ، كوريا الجنوبية | 94 كجم       | 145          | 150          | 150          | 20           | 180               | 185               | 190               | 20                | 340          | 20           |

## بطولات
- حصل على المركز الثاني في دورة الألعاب الاسيويه عام 2018 جكارتا، وقد سجل أرقام قياسيه في الخطف 182 والنتر 224كجم [4]
- المركز الرابع في بطولة العالم الكبار في تركمان استان عام 2018، وقد سجل في الخطف 181كجم والنتر 226 كجم [5]
- حصل على أفضل رباع في غرب اسيا عام 2020 في دبي [6]

## روابط خارجية
- سلوان جاسم عبود على موقع أوليمبيديا (الإنجليزية)